# Korzus
Korzus est un groupe brésilien de thrash metal, originaire de São Paulo. Il est composé de Marcello Pompeu (chant), Dick Siebert (basse), Antonio Araújo, Heros Trench (guitare) et Rodrigo Oliveira (batterie).

## Histoire
Le groupe est formé au milieu de l'année 1983. Leur première apparition a lieu en octobre de la même année, avec Marcello Pompeu (chant), Marcello Nicastro (guitare), Silvio Golfetti (basse) et Luiz Maurício S. Oliveira « Brian » (batterie). Le premier nom provisoire du groupe est Hand of Doom, tiré d'une chanson du groupe Black Sabbath, qui ne serait utilisé que pour participer à la « 1ère rencontre musicale du Colégio Costa Braga ». Ils choisissent ensuite Korzus, littéralement tiré de la porte de l'armoire de la maison du batteur Zema, écrit par le guitariste Marcos Kekas, du groupe Ethan. Deux ans plus tard, avec Silvio, Dick et Pompeu, ainsi qu'Eduardo Toperman (guitare) et Maurício « Brian » (batterie), ils font leurs débuts discographiques avec les titres Guerreiros do Metal et Príncipe da Escuridão sur la compilation SP Metal 2, éditée par Baratos Afins.
Le morceau Guerreiros do Metal devient rapidement un hymne parmi les headbangers de l'époque, et sert à projeter Korzus sur la scène nationale, ce qui donne lieu à la sortie de l'album Korzus ao Vivo (chez Devil Discos) en 1986. L'année suivante voit le départ de Toperman et Brian et l'arrivée du batteur Zema Paes, une formation qui enregistre le premier album studio du groupe, intitulé Sonho Maníaco (Devil Discos). En 1987, après une série de concerts au Brésil, le batteur Zema se suicide, ce qui choque le groupe et la scène metal nationale. Son remplaçant, Roberto « Betão » Sileci est recruté en même temps que Silvio commence à partager la guitare avec Marcello Nicastro. Le groupe commence alors à composer en anglais et sort l'album Pay for Your Lies (chez Devil Discos) en 1989.
L'album suivant, Ties of Blood (2004),, ramène le groupe sur le devant de la scène nationale, Korzus effectuant de nombreuses tournées pour le promouvoir. Sur cet album participe le chanteur André Matos sur le morceau Evil Sight et le guitariste Andreas Kisser sur quelques titres. En 2006, Korzus sort son premier DVD, intitulé Video História, qui contient 29 titres. En 2007, Marcelo « Soldado » Nejen est invité à remplacer temporairement Silvio Golfetti, qui suit un traitement pour son bras gauche à la suite d'une fracture subie quelques années plus tôt. André Curci (Threat, Musica Diablo) le remplace également temporairement.
En 2010, après un hiatus de six ans sans aucune composition, Korzus sort l'album Discipline of Hate. L'album sort dans le monde entier sur le label allemand AFM Records. Initialement, l'album contient treize titres, mais dans les éditions pour le Brésil, les États-Unis, le Japon et l'Europe, différents titres bonus sont présentés. L'année 2011 est très productive pour le groupe, avec une tournée européenne de dix-sept concerts en février aux côtés du groupe hongrois Ektomorf et, en février, la confirmation de la présence du groupe au festival Rock in Rio 2011 aux côtés de certains des plus grands noms de la musique mondiale. Toujours en 2011, le groupe contribue à la bande originale du documentaire Brasil Heavy Metal.
En avril 2012, ils participent au festival Metal Open Air. En octobre 2014, le groupe sort l'album Legion, chez AFM. En 2017, ils sont cités par le magazine américain Loudwire comme l'un des 10 meilleurs groupes d'Amérique latine. En octobre 2018, ils jouent en première partie du groupe allemand Accept à Fortaleza. En décembre 2019 sort le livre Korzus - Guerreiros do Metal, écrit par Maurício Panzone, qui couvre l'histoire du groupe depuis les années 1980. En avril 2021, le groupe sort le morceau You Can't Stop Me, qui aborde des sujets tels que l'intimidation et « apporte un message fort sur le comportement humain »,,.
En 2024, ils participent au Summer Breeze Brasil. En avril 2024, ils jouent à Abril Pro Rock, aux côtés de Leather, Krisiun et Matanza Ritual. En juillet 2024, ils participent à Esquenta Rockfun Fest 2024, aux côtés de Suicidal Tendencies,.

## Discographie

### Albums studio
- 1987 : Sonho Maníaco
- 1989 : Pay for Your Lies
- 1991 : Mass Illusion
- 1995 : KZS
- 2004 : Ties of Blood
- 2010 : Discipline of Hate
- 2014 : Legion

### Albums live
- 1986 : Korzus - Ao Vivo
- 2000 : Live at Monsters of Rock

### Singles
- 2021 : You Can't Stop Me

### Apparitions
- 1985 : SP Metal 2
- 2011 : Brasil Heavy Metal